# Stansfield Turner

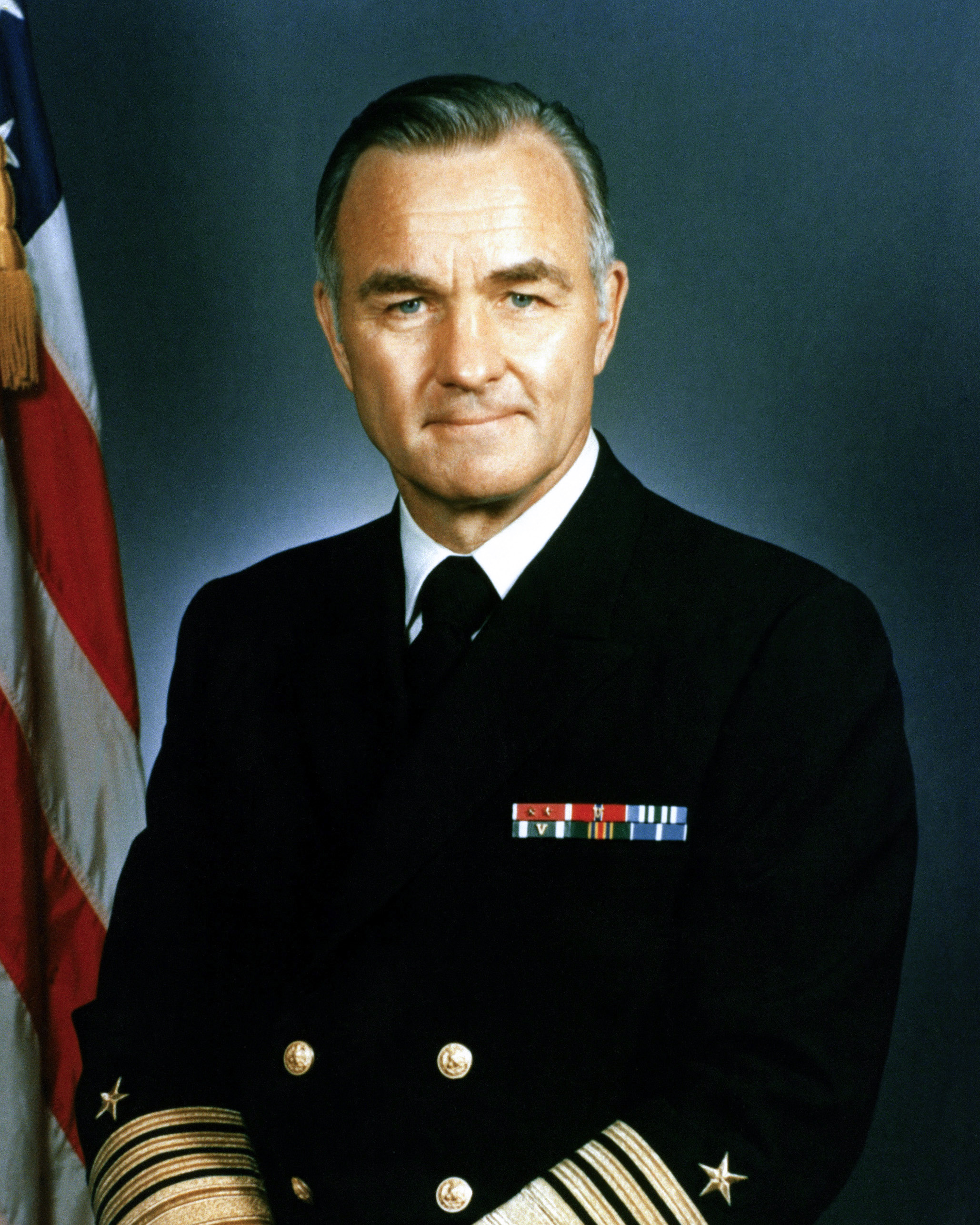
Admirał Stansfield Turner, 1983

Stansfield Turner (ur. 1 grudnia 1923 w Highland Park, Illinois, zm. 18 stycznia 2018 w Seattle) – admirał Marynarki Wojennej Stanów Zjednoczonych, od marca 1977 do stycznia 1981 roku dyrektor Centrali Wywiadu.